# Thief
Thief je počítačová hra ve stylu stealth vyvíjená kanadskou společností Eidos Montréal a publikovaná japonskou společností Square Enix. Hra vyšla 25. února 2014 na Windows, PlayStation 3, PlayStation 4, Xbox 360 a Xbox One. Jedná se o oživení série stealth her Thief, ze které vyšla její poslední hra před deseti lety, už v roce 2004. V sérii již vyšly dříve tři hry, tato hra se řadí jako čtvrtá v sérii.
Hráč hraje za Garretta, mistra zloděje a protagonistu celé série. Mise ve hře jsou nejvíce zaměřené na krádeže bohatým lidem. Děj se odehrává ve městě zvaném pouze Město (The City).